# Handball-Oberliga Baden-Württemberg der Frauen 2014/15
Die Handball-Oberliga Baden-Württemberg der Frauen 2014/15 wurde unter dem Dach der Handballverbände Baden, Südbaden sowie Württemberg organisiert. Sie ist die höchste Spielklasse des Verbundes und wird unterhalb der 3. Liga als vierthöchste Spielklasse im deutschen Ligensystem eingestuft.

## Saisonverlauf
Die Handball-Oberliga Baden-Württemberg der Frauen 2014/15 war die fünfzehnte Ausspielung dieser Handballliga.

### Modus
Vierzehn Mannschaften spielten eine Vor- und Rückrunde. Nach Abschluss der daraus resultierenden Spieltage ist der Meister in die 3. Liga aufgestiegen und vier Mannschaften in die Verbandsligen abgestiegen.

## Teilnehmer
Nicht mehr dabei waren die Auf- und Absteiger der Vorsaison. Neu hinzukamen die Absteiger (A) der 3. Liga und die Aufsteiger (N) aus den Verbandsligen.

Handballverband Baden

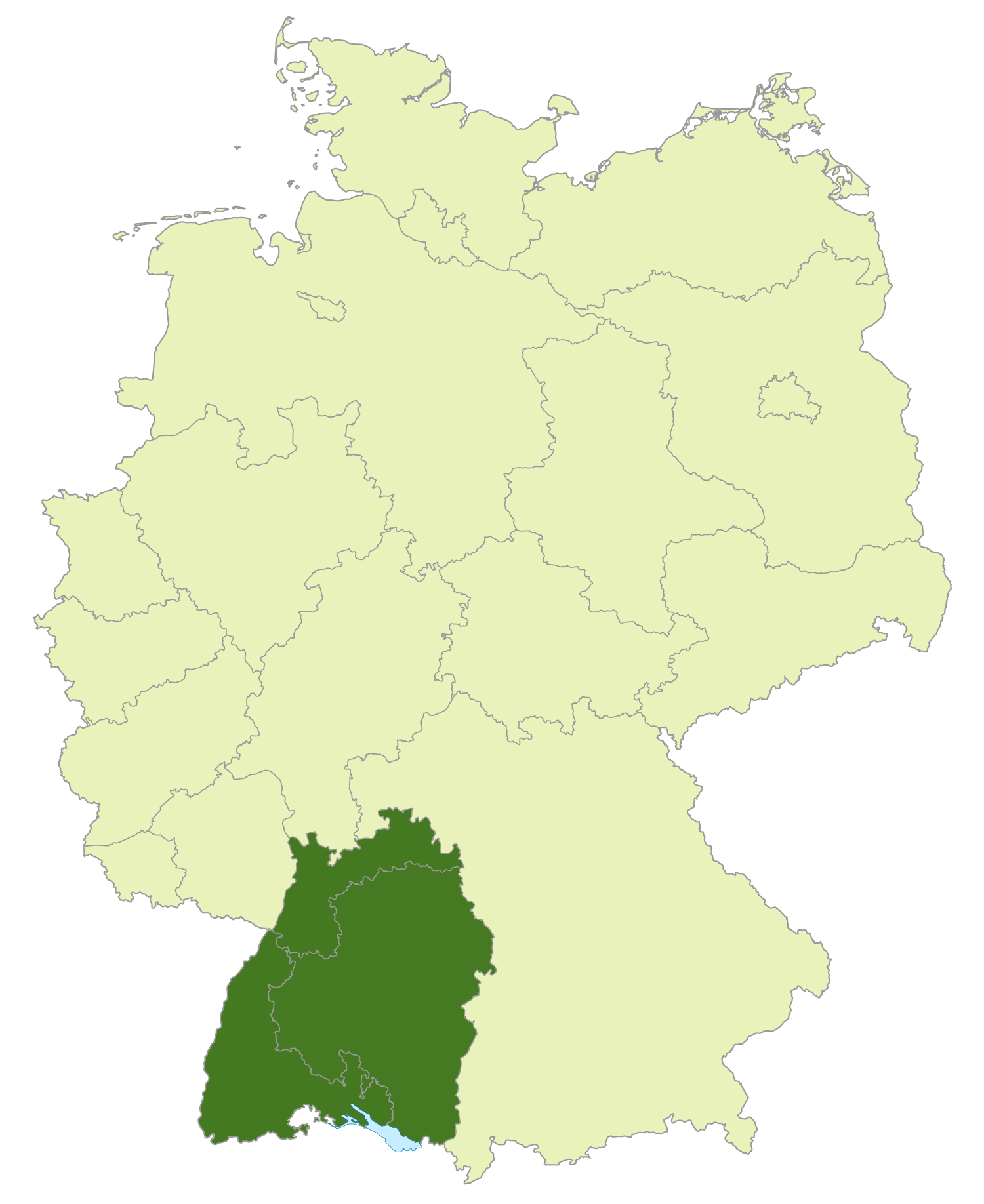
Bereich Handball-Oberliga
Baden-Württemberg

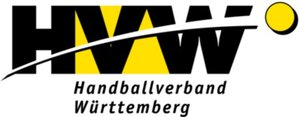
Handballverband Württemberg

### Abschlussplatzierungen
|  1. SC Korb (N) - 2. TSV Birkenau (N) - 3. HSG St. Leon/Reilingen - 4. TV Brombach 1882 (N) - 5. HSG Deizisau/Denkendorf - 6. HSG Mannheim - 7. WSG Eningen/Pfullingen (N) - 8. FSG Donzdorf/Geislingen (N) - 9. TSV Germania Malsch - 10 TS Ottersweier  11 TV Lahr 1846  12 HC Wernau  13 TuS Steißlingen (N)  14 TV Nellingen II (A) |

(A) = Absteiger aus der 3. Liga (N) = neu in der Liga (R) = Rückzug
  Meister und Aufsteiger zur 3. Liga 2015/16
 Aufsteiger zur 3. Liga 2015/16
- Für die Oberliga 2015/16 qualifiziert